# بریلکریم
بریلکریم (انگلیسی: Brylcreem) شرکت لوازم بهداشتی بریتانیایی است، که در سال ۱۹۲۸ تأسیس شد.